# Mästerskapsstjärna

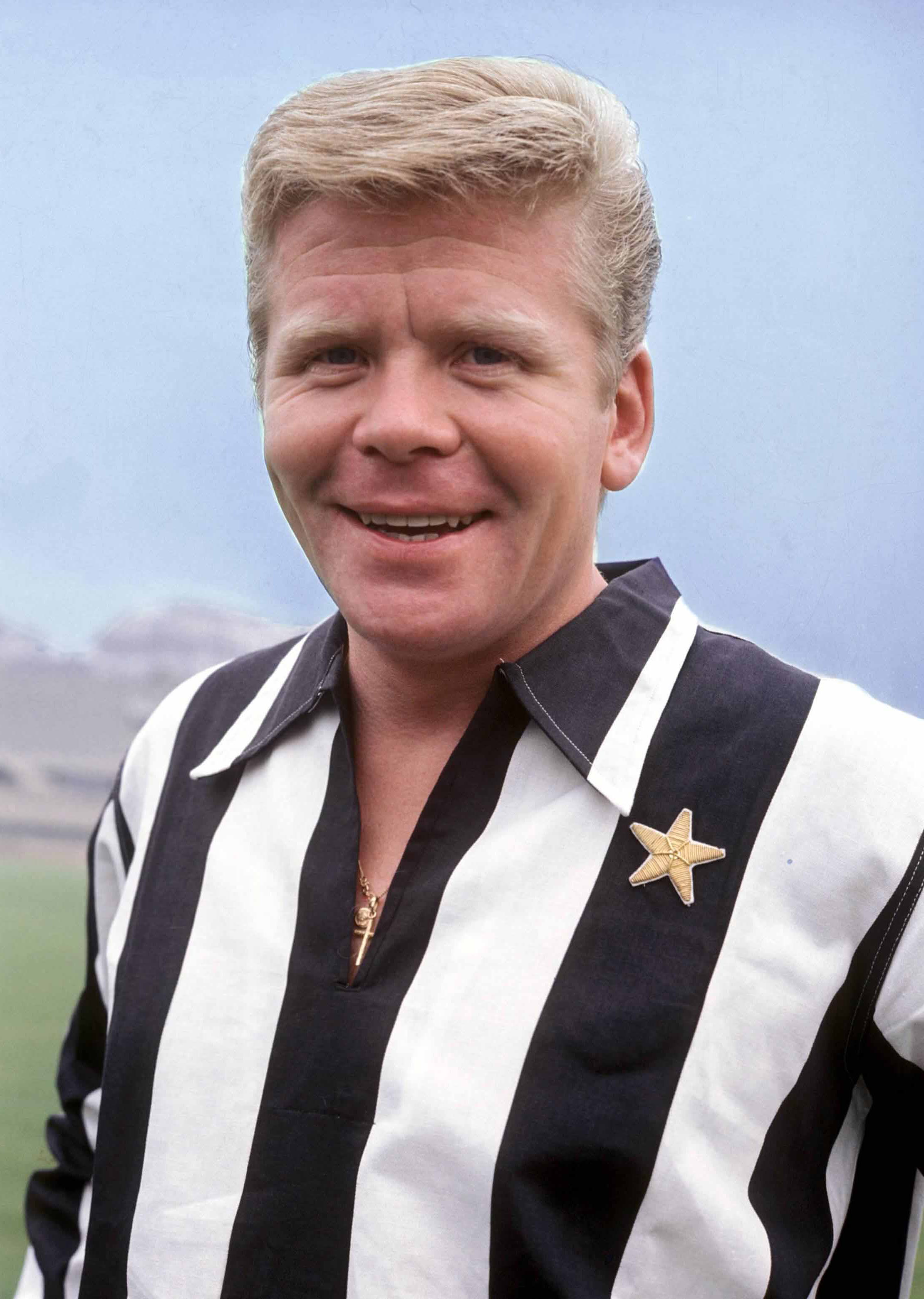
Juventuströja med en stjärna, 1960-talet.

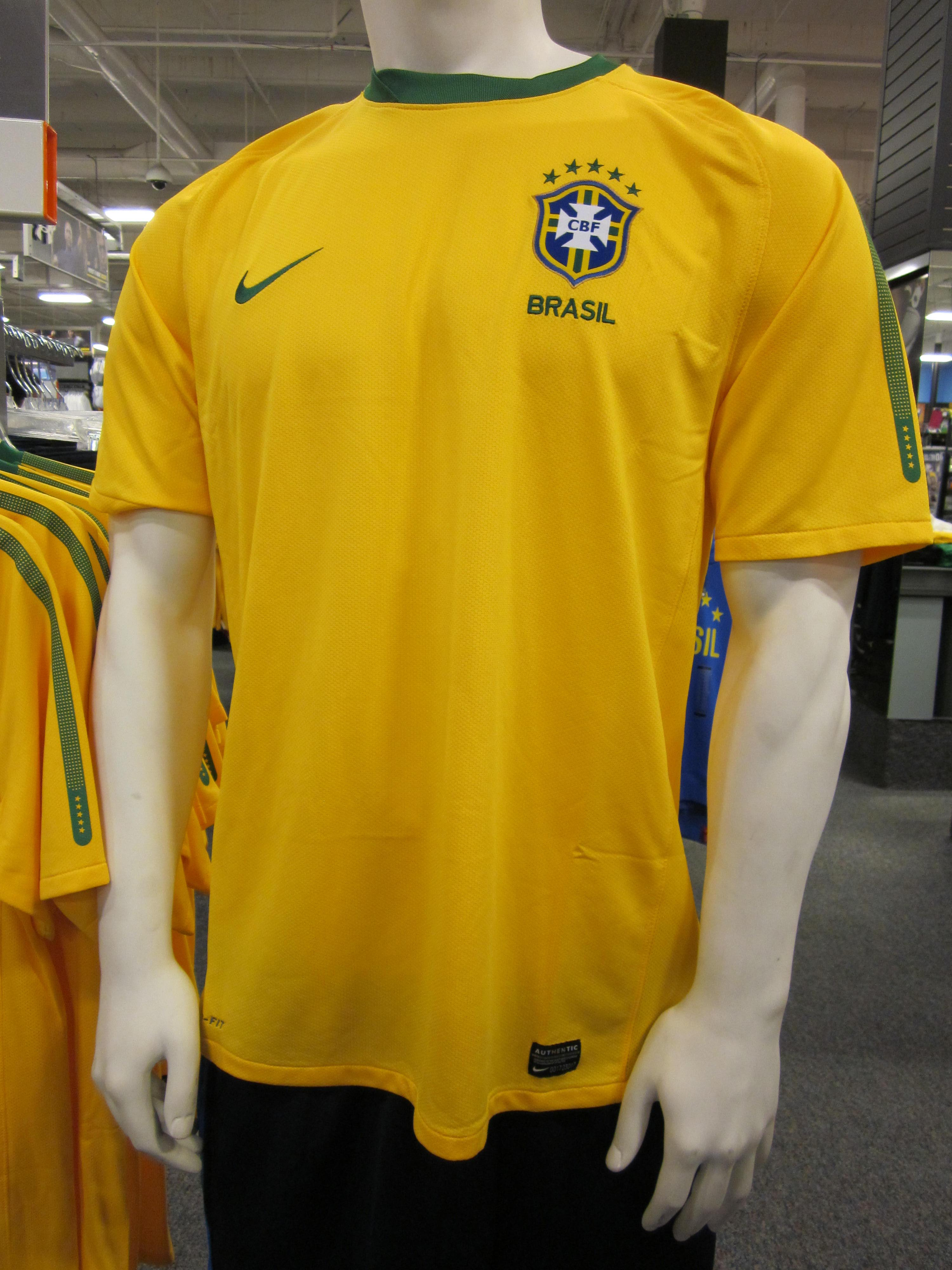
Brasiliens landslagströja med fem stjärnor, 2010.

Mästerskapsstjärna är en symbol som bl.a. fotbollslag placerar vid klubbemblemet på sina fotbollströjor för att symbolisera ett visst antal vunna mästerskapstitlar. Användandet av symbolerna är i olika grad officiellt reglerat internationellt och av de nationella ligorna. Traditionen började i Italien där Juventus FC spelade med en stjärna år 1958 efter att ha vunnit tio titlar. Brasilien var det första landslaget som använde systemet och började spela med tre stjärnor ovanför landslagsemblemet efter sin tredje vinst i VM 1970.

## Nationella ligor
Juventus FC började med traditionen när de placerade en stjärna på vänster sida av bröstet efter att ha vunnit 10 titlar 1958. Den kompletterade det reglerade systemet där regerande mästare bär en symbol för mästerskapsvinst på tröjan. Symbolen för innevarande mästerskapsvinst är en vapensköld med italienska trikoloren på spelartröjans bröst och mästerskapet kallas "Scudetto", ungefär "lilla vapenskölden". I Italien krävs därefter 10 titlar för varje stjärna. Säsongen 2005/2006 vann Juventus sin 30 mästerskapstitel och skulle få ha tre stjärnor. I samband med Serie A-skandalen 2006 blev de fråntagna titeln för den säsongen och föregående år. De tog då bort sina stjärnor helt från tröjan och ersatte den med en ny slogan "30 sul campo", ungefär "30 på plan". Säsongen 2013/2014 fick de åter sin 30 officiella ligatitel men valde ändå att spela säsongen efter utan stjärnor.
I tyska ligan finns två parallella system. För lag som spelar i någon av de två högsta divisionerna, Bundesliga, instiftat 1963, bär lagen en stjärna efter tre guld, två stjärnor efter fem guld, tre stjärnor efter tio och sedan en stjärna efter vart tionde guld. Bayern München hade blivit tyska mästare 20 gånger efter titeln 2007, men fick bära den fjärde stjärnan efter sin tjugonde Bundesliga mästerskapstitel 2008. Under säsongen 2020/21 vann Bayern sin trettionde Bundesliga-titel, vilket enligt det tyska fotbollsförbundets regler innebär att de hädanefter får bära fem stjärnor ovanför klubbmärket. Hamburg har blivit tyska mästare sex gånger, men bara tre gånger i Bundesliga, och har därför en stjärna. Lag som spelar i tredje diviosionen, 3. Liga, får räkna samtliga mästerskapstitlar sedan 1903, som Kaiserslautern. De har blivit mästare fyra gånger, två gånger i Bundesliga och två gånger i föregångarna får bära en stjärna.
I Sverige startade traditionen runt år 2000 när IFK Göteborg, Malmö FF, IFK Norrköping, Örgryte IS, AIK och Djurgårdens IF började bära en stjärna var eftersom de vunnit tio gånger eller mer. Malmö FF spetsade till traditionen när de placerade två stjärnor över emblemet efter att de blivit svenska mästare 2013 genom att vinna seriespelet i allsvenskan. De hade då blivit svenska mästare 17 gånger men segrat i svenska högsta serien 20 gånger. På 1980-talet blev inte allsvenskans seriesegrare svenska mästare, eftersom det avgjordes i ett slutspel bland de bästa i serien. De båda stjärnorna väckte en del kritik hos motståndarnas supporterklubbar, bland annat anmäldes Malmö FF till Reklamombudsmannen för "falsk marknadsföring" och IFK Göteborg skickade en matematikbok till klubben. Intresseorganisationen Svensk Elitfotboll började utreda ett regelverk gällande mästerskapsstjärnor och beslutade att det är mästerskap som ska räknas, tio stycken per stjärna, från och med fotbollsallsvenskan 2016. Malmö FF tog bort ena stjärnan från platsen ovanför klubbmärket, men placerade en stjärna i nacken, på tröjans insida, "för att enkelt och snabbt kunna plocka fram den". Deras klubbtröja fick två stjärnor 2018 efter att klubben vunnit svenska mästerskapet för tjugonde gången året innan.
I skotska ligan har Rangers 5 stjärnor för 50 vunna titlar. Deras huvudkonkurrent är Celtic FC som bara bär en stjärna trots att de vunnit 50 gånger (2019), men fortfarande färre än Rangers. Stjärnan började bäras 2007 för att uppmärksamma att Celtic 40 år tidigare vunnit Europacupen för mästarlag.
I nederländska högsta ligan, Eredevisie, delas en stjärna ut för var tionde seger. Inför säsongen 2019/2020 har Ajax tröja 3 stjärnor, sedan de säsongen 2010/2011 vann sin trettionde seger. De har därefter ytterligare fyra vinster.
I svensk bandy så har Västerås SK placerat två guldstjärnor under sitt klubbmärke då de vunnit SM-guld hela 22 gånger. 20 herrguld och 2 damguld.

## Landslagsfotboll
Brasilien inledde traditionen för landslag när de placerade 3 stjärnor ovanför landslagsemblemet efter att ha vunnit världsmästerskapet i fotboll tre gånger. Det har sedan blivit reglerat av internationella förbundet Fifa som säger att ett VM-guld får symboliseras med en symbol, utan att precisera att det ska vara en stjärna. Uruguay har fyra stycken stjärnor och har valt att låta de ingå i förbundets emblem. De vann fotbollsturneringarna i olympiska sommarspelen 1924 och 1928, som Fifa räknar som världsmästerskap i fotboll, och Uruguay vann senare fotbolls-VM 1930 och 1950.